# نوسترا سئورا د سانتا آنا
نوسترا سئورا د سانتا آنا یکی از بسیاری از کلیساهای استعماری در سده ۱۷ میلادی توسط انجمن عیسی در آمریکای جنوبی در دوره استعمار اسپانیا تأسیس شد.
این بنا در استان استعماری پاراگوئه واقع شده بود. ویرانه‌های امروزی آن در استان میسیونس آرژانتین واقع شده‌است.

## تاریخچه
اسپانیایی‌ها بومیان گوارانی را از روستاهای زادگاه خود به مناطق مورد نظر منتقل می‌کردند و در آنجا مراکز ترویج مسیحیت مستقر کردند که عموماً با یک میدان شهری که توسط یک کلیسا و ساختمان‌های اداری محدود شده بود، مدل‌سازی شد. نوسترا سئورا د سانتا آنا در سال ۱۶۳۳ تأسیس شده‌است و در بخش کاندلاریای امروزی استان میسیونس آرژانتین واقع شده‌است.
در فاصله ۲ کیلومتری سانتا آنا، شهر اصلی گروه کاندریاریا قرار دارد. ویرانه‌های نوسترا سئورا د سانتا آنا از سن ایگناسیو مینی فاصله چندانی ندارد. مانند اکثر شهرکهای دوره ترویج مسیحیت در امتداد آبراه‌ها قرار داشتند که آب آشامیدنی و شستشو را تأمین می‌کردند و برای حمل و نقل و تجارت مورد استفاده قرار می‌گرفتند.

## ثبت در یونسکو
این بنا در فهرست میراث جهانی یونسکو قرار داد.